# 小叶藜
小叶藜（学名：Chenopodium serotinum）或稱小藜、小葉灰藋，是苋科藜属的植物。分布于中国大陆的除西藏外各省区等地以及台灣，生长于海拔500米至3,200米的地区，常生长在荒地、道旁和垃圾堆，目前尚未由人工引种栽培。可作為野菜食用。